# Jacques Teyssier

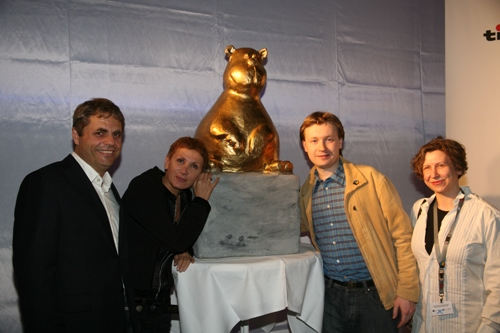
Jacques Teyssier, Eugenia Debrianskaya, Nikolai Alexejew und Olga Zhuk bei der Berlinale 2007

Jacques Teyssier (* 31. Oktober 1955 in Annonay; † 25. Juli 2009 in Berlin) war ein französisch-deutscher Manager und LGBT-Aktivist. Zuletzt war er Generaldirektor der französischen Tochter eines deutschen Pharmaunternehmens und Ehrenvorsitzender des Lesben- und Schwulenverbandes in Deutschland (LSVD). Er war der langjährige Partner von Bündnis 90/Die Grünen-Politiker Volker Beck.

## Leben
Teyssier studierte an der École de Management de Lyon (seit 2008 EMLYON Business School) in Lyon mit Abschluss-Diplom einer Grande école, repräsentierte ein Pharma-Unternehmen von Dschidda aus im gesamten Nahen Osten und war später Generaldirektor von Madaus France. Nach dem Erwerb der deutschen Staatsangehörigkeit behielt Teyssier auch die französische bei.
Teyssier gehörte von 1996 bis 2008 dem Bundesvorstand des LSVD an und war viele Jahre Bundesschatzmeister. In einem Nachruf würdigte der LSVD die Leistung von Jacques Teyssier. Er habe die „Arbeitsweise und Strategie des Verbandes […] ganz wesentlich mitgestaltet.“ Er engagierte sich in der International Lesbian and Gay Association vor allem auf europäischer Ebene und trieb den UN-Beraterstatus des LSVD mit voran. Auch an der Gründung der Menschenrechtsorganisation Hirschfeld-Eddy-Stiftung war er maßgeblich beteiligt. Er repräsentierte seinen Verband bei Demonstrationen in Warschau und Moskau. 2009 wurde er in Anerkennung seiner Arbeit für den LSVD und auf internationaler Ebene zum Ehrenvorsitzenden ernannt. Der Kölner Express schrieb über ihn: „Die internationale Lesben- und Schwulenbewegung verliert mit ihm einen engagierten und durchsetzungsfähigen Kämpfer.“ Auf den Webseiten homosexueller Nachrichtenportale in vielen Ländern wurde seines Wirkens anlässlich seines Todes gedacht. Die russische Homosexuellenbürgerrechtsorganisation gayrussia sprach von einer „Schlüsselrolle“ des „berühmten deutsch-französischen Aktivisten“ in LSVD und ILGA. 2007 war er einer der Ehren-Kovorsitzenden der International Gay Lesbian Leadership Conference in Las Vegas. Teyssier wandte sich auch immer wieder gegen Diskriminierungen in Deutschland. So kritisierte er laut dpa eine Anweisung des Verteidigungsministeriums, die vermeiden sollte, dass Soldaten auf Dienstreisen in Köln in der Nähe von Schwulenbars übernachten, als „kulturell rückschrittlich und undemokratisch“.
Jacques Teyssier ging 2008 mit Volker Beck, mit dem er bereits seit 17 Jahren zusammenlebte, eine Lebenspartnerschaft nach dem Lebenspartnerschaftsgesetz ein. Obwohl sie gemeinsame Termine wahrnahmen, blieb das Privatleben für die Medien tabu und von der Politik getrennt. 2009 erlag der seit vielen Jahren HIV-positive Jacques Teyssier einer Krebserkrankung.  Bei einer Outgames-Konferenz in Kopenhagen und beim Christopher Street Day in Saarbrücken wurde seiner mit einer Schweigeminute gedacht. Nikolai Alexejew, Moscow-Pride-Cheforganisator, betonte in einem Nachruf, dass Teyssier die Sache der Lesben und Schwulen in Russland in Wort und Tat immer unterstützt habe.